# Scaphyglottis sigmoidea
Scaphyglottis sigmoidea là một loài thực vật có hoa trong họ Lan. Loài này được (Ames & C.Schweinf.) B.R.Adams miêu tả khoa học đầu tiên năm 1988.